# Valsaceae
Die Valsaceae, auch Cytosporaceae bilden eine Familie aus der Ordnung der Diaporthales.

## Einteilung
Die Valsaceae wurden lange als Synonym zu den Diaportaceae betrachtet. Tatsächlich sind sie deren Schwesterfamilie (siehe Systematik), bestehend aus drei Gattungen. Cytospora ist eine Anamorphe zu vielen Valsa-Arten.

## Merkmale
Valsaceae findet man auf holzigen Angiospermen in gemäßigten Breiten weltweit. Die Fruchtkörper (Ascomata) sind in gut entwickelten Entostromata zusammengefasst mit einer zentralen Ausstülpung über einer weißen Scheibe. Das Stroma ist das Hyphengeflecht, das als vermeintlicher Fruchtkörper wahrgenommen wird, aber tatsächlich nur die winzig kleinen, kegeligen Fruchtkörper, die Ascomata, umgibt. Da das Stroma in das Wirtsgewebe eingesenkt ist, spricht man von Entostroma.
Bei Leucostoma und Valsella sind die Stromata basal mit einer schwarzen Zone abgegrenzt. Leucostoma-Arten haben achtsporige Asci, Valsella hingegen vielsporige Asci.

## Ökologie
Die Valsaceae sind meist Saprophyten auf Holz, aber auch Krankheitserreger wie der Cytospora-Krebs auf Pfirsich.
Beispiele für saprophytische Lebensweise sind Valsa leucostoma auf abgestorbenem Laubholz.

## Systematik

### Äußere Systematik
Castlebury et al. (2002) sahen in den Diaporthaceae die Schwesterfamilie zu den Valsaceae.
|  | Restliche Diaporthales                                      |
|  |                                                             |
|  | \| \| Valsaceae \| \| \| \| \| \| Diaporthaceae \| \| \| \| |
|  |                                                             |
|  | Valsaceae                                                   |
|  |                                                             |
|  | Diaporthaceae                                               |
|  |                                                             |

|  | Valsaceae     |
|  |               |
|  | Diaporthaceae |
|  |               |

|  | Restliche Diaporthales                                      |
|  |                                                             |
|  | \| \| Valsaceae \| \| \| \| \| \| Diaporthaceae \| \| \| \| |
|  |                                                             |
|  | Valsaceae                                                   |
|  |                                                             |
|  | Diaporthaceae                                               |
|  |                                                             |

|  | Valsaceae     |
|  |               |
|  | Diaporthaceae |
|  |               |

### Innere Systematik
Innerhalb der Valsaceae fanden Castlebury et al. 3 Untergruppen: Die Basalgruppe um Valsa mali, und zwei Schwestergruppen: Arten um die Valsa ambiens einerseits und Leucostoma, Valsella und Valsa ceratosperma andererseits.
|                         | Valsa ambiens-Gruppe                                                                                                 |
|                         | |
|                         | \| \| Leucostoma \| \| \| \| \| \| Valsa ceratosperma \| \| \| \| \| \| Valsella \| \| Vorlage:Klade/Wartung/3 \| \| |
|                         | |
|                         | Leucostoma |
|                         | |
|                         | Valsa ceratosperma                                                                                                   |
|                         | |
|                         | Valsella |
| Vorlage:Klade/Wartung/3 | |

|                         | Leucostoma         |
|                         |                    |
|                         | Valsa ceratosperma |
|                         |                    |
|                         | Valsella           |
| Vorlage:Klade/Wartung/3 |                    |

|                         | Valsa ambiens-Gruppe                                                                                                 |
|                         | |
|                         | \| \| Leucostoma \| \| \| \| \| \| Valsa ceratosperma \| \| \| \| \| \| Valsella \| \| Vorlage:Klade/Wartung/3 \| \| |
|                         | |
|                         | Leucostoma |
|                         | |
|                         | Valsa ceratosperma                                                                                                   |
|                         | |
|                         | Valsella |
| Vorlage:Klade/Wartung/3 | |

|                         | Leucostoma         |
|                         |                    |
|                         | Valsa ceratosperma |
|                         |                    |
|                         | Valsella           |
| Vorlage:Klade/Wartung/3 |                    |

## Gattungen
- Valsa: große Gattung, beinhaltet die sehr große Anamorphen-Gattung Cytospora ua. Cytospora populina
- Valsella
- Leucostoma
- Phomopsis: Viren: „Phomopsis vexans RNA virus“[3], „Phomopsis longicolla RNA virus 1“[4] (Lenarviricota, evtl. identisch mit Phomosis penoulivirus[5]) u. a.